# Краснополье (Минская область)
Краснополье (бел. Краснаполле) — деревня в Березинском районе Минской области Беларуси. Входит в состав Березинского сельсовета.

## География
Деревня находится в восточной части Минской области, к востоку от реки Полозы (правый приток Березины), при автодороге Р-67, вблизи западной окраины города Березино, административного центра района. Абсолютная высота — 157 метров над уровнем моря. Площадь населённого пункта — 0,1162 км².

## История
Основана в 20-х годах XX века. В 1980-х годах в составе колхоза «Знамя Октября».

## Население
По данным переписи 2019 года, в деревне проживало 83 человека.
| 1960 | 51   |
| 2003 | ↘ 36 |
| 2008 | ↗ 77 |
| 2009 | ↘ 68 |
| 2019 | ↗ 83 |